# 家庭教师HITMAN REBORN! CCG
家庭教师HITMAN REBORN! CCG，全称家庭教師HITMAN REBORN! Character Card Game（家庭教師ヒットマンREBORN!CCG（キャラクターカードゲーム）），下简称CCG，是由日本Broccoli公司推出的，以由日本漫画作品家庭教師HITMAN REBORN!（下简称家教）所改编的同名动画为主题制作的卡片游戏。

目前只发售了日文版。

## 简介
玩家扮演“首领”的角色，以家教中登场的角色组成自己的家族（牌组），进行卡片对战的游戏。
- 配置三名角色作为你的左右手！
- 通过特训Zone、SupportZone进行支援！
- 再通过死气[1]卡片进行强化！

官方于各地不定期举行大会（日本限定），无论胜利与否，到场都可以得到赠送的P卡。

此外，JumpFesta中亦曾有为了推广CCG而进行的小活动，

只需根据属性与相性选择卡片进行“猜拳”（详细请参考#属性及相性）
就可以获得与胜利场数对应的P卡作为奖励。

大会中，玩家可以使用发售的构筑济牌组，或自己构筑牌组。

构筑牌组需满足如下条件：
- 总张数必须为整40张
- 同一等级的同一名称的卡片最多不能超过4张
- LvW卡片不受名称的限制，但同一卡组中，LvW最多不能超过4张。

### 小贴士
- 虽然并没有角色数目的限制，但由于左右手Zone最多可以配置三张不同名称的卡片，

所以至少选择3名不同角色比较不会吃亏。
- 游戏中存在一些具有“作为StartCharacter开启时”效果的卡片，

由于是开局就会发挥效果的卡片，且多数的效果为取牌或者直接配置卡片，
善用可以很简单地在开局就能在左右手Zone配置好3张LvⅠ角色卡
- 大多数情况下，LvⅡ及LvⅢ需经过LevelUp才能配置到Zone[3]中，即使使用卡片能力也不能规避LevelUp，

因此适当加入LvⅠ也是有必要的
- 属性和相性对伤害的影响非常大，因此卡组最好是能应对各种属性，或者至少没有明显弱点
- 一张LvW能够对两名角色产生Lv死气的效果，所以可以充当额外的Lv死气加入卡组，

或者也可以在烦恼该加入什么角色时，以手头的LvW为基础构建卡组

## 辑数
每辑补充包皆由C、R、SR、UR及SKR构成。

稀有度顺序为C<R<SR<UR<SKR。补充包每包6张随机卡片中一定有5张为C等级。

其他等级的出现率没有被公布。

每辑皆有2种SKR。

除补充包及构筑济卡组外，另有随相关游戏、杂志、书刊、其他商品附赠，

及由活动获得或整盒购买获得的特典P卡，

由于品种繁杂及多数属于限量产品，除会场限定PACK辑数较多较系统外，在此不再列出。

### CCG补充包
|       | 标题                      | 发售日         | 构成    |
| ----- | ------------------------- | -------------- | ------- |
| 第1弾 | 「カードゲーム来る!」     | 2007年12月14日 | 全120種 |
| 第2弾 | 「黒曜中来る!」           | 2008年4月4日   | 全92種  |
| 第3弾 | 「ヴァリアー来る!」       | 2008年7月4日   | 全92種  |
| 第4弾 | 「リング争奪戦来る!」     | 2008年9月26日  | 全92種  |
| 第5弾 | 「パーティー来る!」       | 2009年1月23日  | 全100種 |
| 第6弾 | 「10年後来る!」           | 2009年4月24日  | 全92種  |
| 第7弾 | 「突入作戦来る!」         | 2009年7月23日  | 全93種  |
| 第8弾 | 「強敵（ライバル）来る!」 | 2009年10月30日 | 全92種  |
| 第9弾 | 「フェスティバル来る!」   | 2010年1月29日  | 全100種 |

### CCGX 补充包
|             | 标题                                 | 发售日         | 构成                     |
| ----------- | ------------------------------------ | -------------- | ------------------------ |
| 第1（10）弾 | 「新たな戦い来る!」                  | 2010年4月30日  | 全101種                  |
| 第2（11）弾 | 「超乱戦!チョイスバトル来る」        | 2010年7月23日  | 全101種                  |
| 第3（12）弾 | 「I世(プリーモ)ファミリー来る！｣     | 2010年10月29日 | 全100種                  |
| S1          | 「スペシャルブースター 白蘭戦来る!」 | 2010年1月29日  | 全42種，UR4种，其余为R卡 |

### CCG 构筑济牌组
|          | 标题                                           | 发售日         | 构成                                | 备注 |
| -------- | ---------------------------------------------- | -------------- | ----------------------------------- | --- |
| 第1弾    | 「超（ハイパー）ボンゴレデッキ！」             | 2007年12月14日 | 封入40张，内容固定                  | 纸盒包装，内附LC一个， 底纸一张，规则手册一本                                                                   |
| 第2弾    | 「幻霧の守護者デッキ！」                       | 2008年7月4日   | 封入40张，内容固定                  | 纸盒包装，内附LC一个， 底纸一张，规则手册一本                                                                   |
| 第3弾    | 「ボンゴレパーティデッキ」                     | 2008年12月26日 | 封入40张，内容固定                  | 纸盒包装，内附底纸一张，图片板2张（4种中随机2种）                                                               |
| 第4弾    | 「XBURNERデッキ! 」                            | 2009年7月23日  | 封入40张，内容固定                  | 纸盒包装，内附LC一个， 底纸一张，规则手册一本                                                                   |
| HalfDeck | 「コンビネーションデッキ！」ツナ＆リボーン     | 2010年1月15日  | 4种各封入20张，内容固定；各有1种P卡 | 收纳盒包装（可装约60张卡，全4种），LC一个（全4种）， 底纸半张，简易说明一张； 需任两set方可达到正常游戏的要求。 |
| HalfDeck | 「コンビネーションデッキ！」山本＆獄寺         | 2010年1月15日  | 4种各封入20张，内容固定；各有1种P卡 | 收纳盒包装（可装约60张卡，全4种），LC一个（全4种）， 底纸半张，简易说明一张； 需任两set方可达到正常游戏的要求。 |
| HalfDeck | 「コンビネーションデッキ！」雲雀＆骸           | 2010年1月15日  | 4种各封入20张，内容固定；各有1种P卡 | 收纳盒包装（可装约60张卡，全4种），LC一个（全4种）， 底纸半张，简易说明一张； 需任两set方可达到正常游戏的要求。 |
| HalfDeck | 「コンビネーションデッキ！」XANXUS＆スクアーロ | 2010年1月15日  | 4种各封入20张，内容固定；各有1种P卡 | 收纳盒包装（可装约60张卡，全4种），LC一个（全4种）， 底纸半张，简易说明一张； 需任两set方可达到正常游戏的要求。 |

### CCGX 构筑济牌组
|                    | 标题                       | 发售日         | 构成                                                         |
| ------------------ | -------------------------- | -------------- | ------------------------------------------------------------ |
| 第1弾              | 「最強！ボンゴレデッキ！」 | 2010年7月23日  | 封入40张，内容固定；有P卡                                    |
| キャラクターパック | 「ボンゴレロッソ」         | 2010年10月29日 | 全10张，内容固定；各有3种P卡 需任4包方可达到正常游戏的要求。 |
| キャラクターパック | 「ボンゴレビアンコ」       | 2010年10月29日 | 全10张，内容固定；各有3种P卡 需任4包方可达到正常游戏的要求。 |
| キャラクターパック | 「ヴァリアー」             | 2010年10月29日 | 全10张，内容固定；各有3种P卡 需任4包方可达到正常游戏的要求。 |

### 会场限定补充包
| 标题                                      | 发售日         | 构成          |
| ----------------------------------------- | -------------- | ------------- |
| 「イベントパック！uno（ウーノ）」         | 2007年12月22日 | 不明          |
| 「イベントパック！2 due（ドューエ）」     | 2008年8月29日  | 全15种，LC2种 |
| 「イベントパック! Tre (トレ) 」           | 2009年6月26日  | 全15种，LC2种 |
| 「イベントパック！4 quattro(クアットロ)」 | 2009年8月21日  | 全15种，LC2种 |
| 「イベントパック！5 Cinque（チンク）」    | 2010年1月15日  | 全15种，LC2种 |
| 「イベントパック 6 sei（セーイ）」        | 2010年7月23日  | 全15种，LC2种 |
| 「CCGイベントパック！7 Sette（セッテ）」  | 2010年8月21日  | 全15种，LC2种 |

## 变迁
- 于官方网站及构筑济牌组1发售后，关于规则手册中BattlePhase中“回收左右手Zone的卡牌作为手牌”的规则，

于官方网站公布修正为“回收左右手Zone的卡牌作为Battle牌”。
官方网站及构筑济牌组2以后的规则手册皆已更改为予以修正后的版本。
- 于第4弾「リング争奪戦来る!」中，新增了LvⅢ的角色卡。[來源請求]
- 于第3弾「ヴァリアー来る!」中，新增了LvW的角色卡。[來源請求]
- 于第6弾「10年後来る!」中，新增了LvⅡ的场地卡。[來源請求]
- 于相当于第10弾时，更名为新系列CCGX（キャラクターカードゲーム イクス），

序列自CCGX1重新开始。规则全部继承。

玩家体力上限提高为50
除此以外，CCG与CCGX卡牌无明显区别。
- 于X第1弾「新たな戦い来る!」中，新增了Lv匣的角色卡。[來源請求]

## 规则

### 胜负判定
本游戏规则中，牌库抓空并不判定为负，但亦不会将弃牌重洗作为牌库。

判定胜负的唯一条件为某一方体力为0。

一般游戏中，体力上限为40，玩家于游戏进行中可能会得以回复体力数值，但不得超过此上限。

只使用一个HalfDeck进行游戏时，由于卡牌总数减半，可将体力上限设定为30。

### Battle牌
玩家需配置至多三张不同名角色卡于左右手Zone以便进行BattlePhase。

于BattlePhase中，玩家回收左右手Zone中的卡片作为Battle牌。

每个BattlePhase中，玩家最多可出一张Battle牌。出牌时背面向上。

若防守方玩家于BattlePhase中无法出牌，将被视为构成Normal Hit。

### 死气卡片
玩家可以通过使用死气卡片令对战中的卡片得到额外强化。

死气卡片是指玩家自己的死气弹区域中的卡片，或者Lv死气/LvW的卡片。

详细请参考#场。

### 属性及相性
本卡片游戏中，几乎每张卡牌都具有其属性及相性（但亦有少量没有属性和/或相性的卡牌）

此外，于发射Area中的卡牌，其相性会被加算到当前角色的相性上。

于BattlePhase中，属性及相性将影响对Hit种类的判定及构成伤害的计算。详细如下：
| Hit种类    | 属性/相性状况                                           | 说明                                                                       |
| ---------- | ------------------------------------------------------- | -------------------------------------------------------------------------- |
| HyperHit   | 攻方的相性与守方属性相符， 攻方的属性与守方相性不相符   | 不计算守方的防御力， 计算攻方的攻击力并给予伤害。                          |
| NormalHit  | 攻方的相性与守方属性不相符， 攻方的属性与守方相性不相符 | 分别计算攻方的攻击力与守方的防御力， 相减得到给予的伤害点数；但不得小于0。 |
| NormalHit  | 攻方的相性与守方属性相符， 攻方的属性与守方相性相符     | 分别计算攻方的攻击力与守方的防御力， 相减得到给予的伤害点数；但不得小于0。 |
| ReverseHit | 攻方的相性与守方属性不相符， 攻方的属性与守方相性相符   | 攻方承受固定3点伤害。                                                      |

### 升级
LvⅡ及LvⅢ的卡片需经由LevelUp才能配置于左右手Zone、FieldZone、SupportZone。

要求：
配置LvⅡ时，需该区域中已有一张具有相同名称的LvⅠ卡片；
配置LvⅢ时，需该区域中已有一张具有相同名称的LvⅡ卡片。
LevelUp:
进行LevelUp时，以LvⅡ卡片取代该LvⅠ卡片，并将该LvⅠ卡片置入弃牌；
或以LvⅢ卡片取代该LvⅡ卡片，并将该LvⅡ卡片置入弃牌。
LevelUp动作不可逆。

## 组成
按功用，本游戏中共有如下3种卡牌：角色卡，事件卡，场地卡。

所有卡片都会标示的属性有：名称，种类，序号。

### 角色卡
以角色/单一角色的动画截图作为主画面的卡片。

此类卡片依等级又分为LvⅠ、LvⅡ、LvⅢ及Lv死气、LvW、Lv匣。

其中LvⅠ、LvⅡ、LvⅢ、Lv匣为黄色边框，Lv死气、LvW没有边框。

关于卡片上的记述请参考下表。

| 等级  | LvⅠ          | LVⅡ          | LvⅢ          | Lv匣         | Lv死ぬ気     | LvW                     | 说明 |
| ----- | ------------ | ------------ | ------------ | ------------ | ------------ | ----------------------- | --- |
| 属性  | 一定会标示   | 一定会标示   | 一定会标示   | 一定会标示   | 一定不会标示 | 一定不会标示            | 卡片的属性/相性。主要作用是影响Hit类型的判定。 一张卡片最多只会标示一个属性、两个相性， 但具有相同名称的卡片不一定都具有同样的属性/相性。 |
| 相性  | 可能没有标示 | 一定会标示   | 一定会标示   | 一定会标示   | 一定会标示   | 一定会标示              | 卡片的属性/相性。主要作用是影响Hit类型的判定。 一张卡片最多只会标示一个属性、两个相性， 但具有相同名称的卡片不一定都具有同样的属性/相性。 |
| 名称  | 一定会标示   | 一定会标示   | 一定会标示   | 一定会标示   | 一定会标示   | 会标示以&连接的两个名称 | 该卡片的名称。 在使用上，当判断效果对象时，LvW相当于其中符合条件的名称。 当判断种类时，LvW视为和单一名称卡片不同种类。                    |
| 能力  | 可能没有标示 | 可能没有标示 | 可能没有标示 | 可能没有标示 | 一定不会标示 | 一定不会标示            | 该卡片能够使用的特殊效果。 部分卡片会另外标示一行小字台词，于实际游戏中无作用。 来自其他家教相关游戏的卡片，此处会贴上游戏的LOGO。        |
| 攻/防 | 一定会标示   | 一定会标示   | 一定会标示   | 一定会标示   | 一定不会标示 | 一定不会标示            | 影响对对方造成的伤害。 |
| 家族  | 一定会标示   | 一定会标示   | 一定会标示   | 一定会标示   | 一定不会标示 | 一定不会标示            | 主要影响事件卡及场地卡的效果发挥。 |
| 等级  | 标示Ⅰ        | 标示Ⅱ        | 标示Ⅲ        | 标示“匣”     | 不标示       | 标示W                   | |

### 事件卡
以角色/物品等的动画截图作为主画面的卡片。具有灰色的边框。

事件卡可能有其使用条件（记载于其相当于角色卡家族栏的位置），或为空栏。

条件有卡片名称、卡片家族、卡片属性等种类。

使用事件卡时无论条件栏是否为空，皆需将放入场内的一张角色卡回收为手牌；

如有条件，需回收满足条件的角色卡方可使用。

事件卡的作用时间一般为该Turn结束之前。
| 类别   | 属性 | 相性 | 名称 | 能力 | 攻/防 | 条件     | 等级 |
| ------ | ---- | ---- | ---- | ---- | ----- | -------- | ---- |
| 事件卡 | 没有 | 有   | 有   | 有   | 没有  | 不一定有 | 没有 |

### 场地卡
以场景的动画截图作为主画面的卡片。具有蓝色的边框。

场地卡可能有其使用条件（记载于其相当于角色卡家族栏的位置），或为空栏。

配置场地卡时无论条件栏是否为空，皆需将放入场内的一张角色卡回收为手牌；

如有条件，需回收满足条件的角色卡方可配置。

同时只能有一张场地卡，当新的场地卡被配置时将取代原有的场地卡。

原有的场地卡将被置于其拥有者的弃牌区域。

需要进行LevelUp方可配置LvⅡ场地卡。

一般为永续效果，直到被其他场地卡取代。
| 类别   | 属性 | 相性 | 名称 | 能力 | 攻/防 | 条件     | 序号     | 等级         |
| ------ | ---- | ---- | ---- | ---- | ----- | -------- | -------- | ------------ |
| 场地卡 | 没有 | 有   | 有   | 有   | 没有  | 不一定有 | 同角色卡 | 有，标示Ⅰ或Ⅱ |

## 场
进行本游戏虽不是必需，但如果购买构筑济牌组的话，会赠送一张（或者半张）底纸（暂译）。

底纸上将会依照规则手册所述，划分出各个区域。区域包括Zone及Area。

牌库和弃牌区不属于场。

以下是关于各个区域的描述。

### 左右手Zone
属于Zone。本区域只能放置LvⅠ/Ⅱ/Ⅲ的角色卡。

进行对战中最为重要的区域。

玩家可将LvⅠ角色卡自手牌直接放入本区域，或对本区域中的LvⅠ卡片进行LevelUp。

玩家配置角色卡（非LevelUp）进入本区域时，需遵循以下规则：
- 配置前：

若欲配置的角色卡与已在本区域的角色卡同名，仍可进行配置，
但需舍弃其同名角色卡，使得本区域的卡片皆为不同名；
若本区域中已有3张角色卡，需舍弃其中一张已在本区域的角色卡；
- 舍弃某一卡片时：

如在特训Zone中配置了和被舍弃的角色卡同名的卡片，亦同时舍弃；
- 配置后：

如在SupportZone中配置了和欲配置的角色卡同名的卡片，需移动至特训Zone

### 特训Zone
属于Zone。本区域只能放置LvⅠ/Ⅱ/Ⅲ/Lv死气的角色卡。

配置强化左右手Zone能力的卡片的区域。

只要是与左右手Zone中卡片同名，可以配置除LvW和Lv匣外，任一Lv，任意张数的卡片；

但和左右手Zone中任一卡片皆不同名的卡片则不得配置到此区域。

于BattlePhase进行攻击力/防御力加算时，将依本区域中的同名卡片数目，攻击力/防御力各+1。
- 于BattlePhase中回收左右手Zone的卡片作为Battle牌时，限制变更为

“只要是与左右手Zone、BattleArea或Battle牌中的卡片同名即可配置到此区域”。

### SupportZone
属于Zone。本区域只能放置LvⅠ/Ⅱ/Ⅲ的角色卡。

本区域配置非LvⅠ的卡片需经过LevelUp。

本区域中，同一名称的卡片只能配置1张。

如要配置新的同名卡片，需先舍弃左右手Zone、特训Zone、SupportZone中所有同名卡片方可配置。

### 死气弹
!注意：请不要将本区域与其同名事件卡混淆。

本区域中不能主动配置，故没有所谓配置限制。

本区域中卡片的被动增加方式为DrawPhase或在BattlePhase中受到伤害，

亦可通过卡片的能力主动增加，除此之外不可自行放置卡片到本区域。

此外，当CharacterPhase结束时，若牌库已无牌，亦需将原本应放回牌库最下的手牌放入本区域。

本区域卡片需背面向上放置，且不可打乱顺序。

从本区域取卡片时亦不可打乱顺序。

可于BattlePhase中，将本区域的卡片置于发射Area以强化角色卡。

### 死气Zone
属于Zone。本区域只能放置Lv死气/LvW/Lv匣的角色卡。

和死气弹区域不同，此区域卡片只能通过玩家自己放置增加。

此区域卡片需正面向上放置，但从此区域取卡片时无须按照顺序。

可于BattlePhase中，将本区域的卡片置于发射Area以强化角色卡。

### BattleArea
除对双方共同发挥作用的唯一一张场地卡，及BattlePhase中临时配置外，玩家不可在此配置卡片。

配置场地卡时，需遵循LevelUp规则。

BattlePhase中，双方各需以背面向上配置一张Battle牌于此并同时开启。

若攻方无可用的Battle牌，则需放弃进行BattlePhase；

若守方无可用的Battle牌，BattlePhase仍将继续，并视为构成攻方的NormalHit。

### 发射Area
除在BattlePhase中临时配置外，玩家不可在此配置卡片。

于BattlePhase中，双方皆可自自己的死气Zone或死气弹取共计不超过3枚卡片置于本区域。

于该BattlePhase结束后，须舍弃所有置于本区域的卡片。

唯Lv匣的卡片可于该玩家的Turn结束后再行舍弃。

本区域的卡片可于BattlePhase中对进行对战的角色卡给予额外强化，具体如下：
- 判定Hit种类时，需一并处理本区域中卡片的相性。

例如，攻方使用属性为大空，相性为雨和岚的卡片，
守方使用属性为岚，相性为晴及雷的卡片，
则此时构成HyperHit；
但假如守方在发射Area开启一张相性为大空及无的卡片，
则此时构成NormalHit。
此外，本区域中卡片的属性不会带来影响；卡片间相性重复不会带来影响。
- 进行攻击力/防御力加算时，将依照本区域中的同名卡片数量，以倍率增加攻击力/防御力。

例如，进行对战的卡片，攻击力/防御力为4/4，并于此区域有2张同名卡片，
则加算后的攻击力/防御力为4(+4x2)/4(+4x2)=12/12。
无论是死气弹区域中的卡片还是死气Zone区域中的卡片，无论其等级，只要同名即可发挥效果。
进行加算的数值需参考卡片原本标示的攻击力/防御力。
例如，如上述卡片因其能力使得攻击力+2，则加算后的攻击力/防御力为14/12而不是18/12。
此区域中如有LvW的卡片，将被视为符合其中任一角色名称进行加算。
- 除卡片本身的能力外，此区域中卡片上的其他记述不会产生更多影响。

### 牌库
不属于场。放置尚未抓取的卡片的区域。

于每个DrawPhase，攻方（称TurnPlayer）需先从本区域取得5张手牌，再将2张置于死气弹区域。

如本区域剩下的卡片张数不够，则尽可能按照上述顺序取牌。

于CharacterPhase结束后，双方需将剩余的手牌依任意顺序叠好，放回牌库最下。

如本区域已无牌，则需将剩余的手牌置于死气弹区域。

### 弃牌
不属于场。放置在对战中舍弃的卡片的区域。

除使用部分卡片的能力外，不可回收本区域的卡片，亦不可打乱顺序。